# Мулдештаузе (општина)
Мулдештаузе (њем. Muldestausee) општина је у њемачкој савезној држави Саксонија-Анхалт. Једно је од 10 општинских средишта округа Анхалт-Битерфелд. Посједује регионалну шифру (AGS) 15082241.

## Географски и демографски подаци
Површина општине износи 136,8 km². У самом мјесту је, према процјени из 2010. године, живјело 12.602 становника. Просјечна густина становништва износи 92 становника/km².